# Pregolja
Pregolja (russisk: Преголя, tr. Pregolja; tysk: Pregel; litauisk: Prieglius; polsk: Pregoła) er en flod i den russiske eksklave Kaliningrad oblast. Pregolja udmunder via Wisłabugten i Østersøen ved byen Kaliningrad.
En mængde søer i Kaliningrad oblast afvandes gennem Pregolja og dens bifloder. Floden får navnet Pregolja 8 km ovenfor Tjernjakhovsk hvor floderne Instrutj og Angrapa løber sammen. Pregoljas længde er 123 km, medregnet Angrapa er længden 292 km. Pregoljas afvandingsareal er på 15.500 km² og middelvandføringen er 90 m³/s.
Pregolja er sejlbar med mindre både i hele sit løb. Ved Gvardejsk udgår en sejlbar 41 km lang udgravet sidearm, Dejma, forbi Polessk til den Kuriske lagune 8 km nedenfor Kaliningrad.
Det klassiske matematiske problem Königsbergs syv broer er baseret på de syv broer over floden i det gamle Königsberg.